# Fish fry

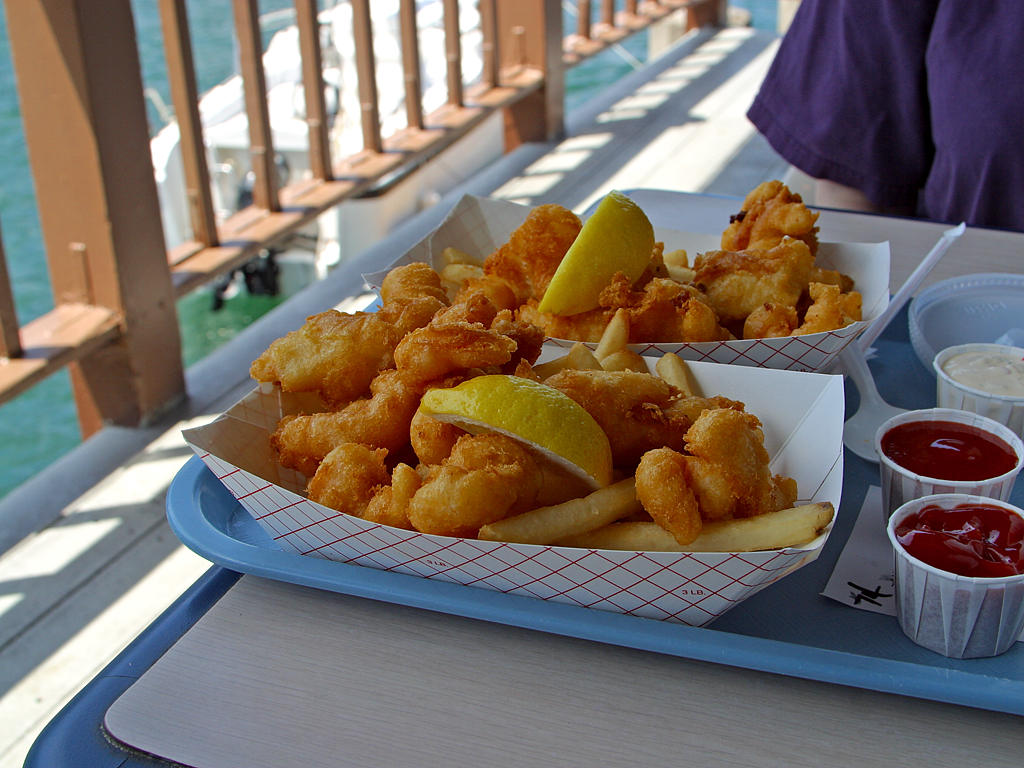
Un 'fish fry' al estilo Americano con pescado frito rebozado y patatas fritas con limón, kétchup, y salsa tártara servida en San Diego.

Un fish fry es un tipo de almuerzo que consiste en pescado frito rebozado, patatas fritas (patatas fritas), salsa coleslaw, rodajas de limón y salsa tártara. Se suele servir los viernes por la noche durante la Cuaresma como un plato especial de algunos restaurantes de Estados Unidos; se puede encontrar en los restaurantes de tipo "all you can eat" y ocasionalmente como un plato de estilo familiar (servir platos y colocarlos a la izquierda de la mesa). La bebida que mejor acompaña este plato de 'fish fry' es la cerveza. A menudo un fish fry puede incluir un potato pancakes (con cremas de sabor ácido o compota de manzana) y un poco de alcaravea y pan si se sirve en regiones donde existen muchos germanos. 

## Estados Unidos
En Estados Unidos es frecuente ver 'Fish fry' en las regiones de Medio Oeste y Noroeste de Estados Unidos. Es predominante en las comunidades de católicos. En Wisconsin es tan popular que se puede servir incluso en los restaurantes normales (no en las cadenas de restaurantes), uno de los más famosos es Olive Garden.En Syracuse, New York es un plato tan popular durante la Cuaresma que se sirve en casi todas partes de esta ciudad. Uno de los pescados rebozados más populares es el Eguelfino. 
En el sur de Estados Unidos suele emplearse en la elaboración del 'fish fry' los peces provenientes de agua dulce como el bluegill, pez gato, el morone, etc.

## Knights of Columbus
Los Knights of Columbus (denominados también Caballeros de Colón) han sido desde hace mucho tiempo un grupo que ha reivindicado el uso del fish fry los viernes con el objeto de mantener el ayuno durante la Cuaresma. Cuando los Knights of Columbus deciden hacer un 'fish fries' suelen anunciarlo a los parroquianos locales para que la comunidad acuda como un evento familiar.